# Cairns-Regenbogenfisch
Der Cairns-Regenbogenfisch (Cairnsichthys rhombosomoides) ist ein australischer Süßwasserfisch aus Nord-Queensland.

## Merkmale
Cairns-Regenbogenfische sind gelblich-braun gefärbt und weisen in Körpermitte vom Kopf bis zum Schwanz einen schmalen, dunklen Streifen auf sowie einen großen silbrig-gelblichen Fleck auf dem Kiemendeckel. Männchen haben längere Rücken- und Afterflossen mit gelblich-orangen Flossensäumen und Schwanzflossen mit gelb-organgem Saum und sind lebhafter gefärbt im Vergleich zu den blasseren Weibchen. Die schlanken Fische erreichen eine Standardlänge von 8,5 cm (Männchen) bzw. 6,5 cm (Weibchen).
Flossenformel: Dorsale V–VII + I, 11–14; Anale 1,17–21; Pectorale 11–13

## Verbreitung und Habitat
Der Cairns-Regenbogenfisch ist endemisch in den Wet Tropics im nördlichen Queensland am Fuße von mit Regenwald bestandenen Bergen in der Umgebung von Cairns. Er lebt in kleinen, permanenten, relativ schnell fließenden Regenwaldbächen mit Auskolkungen unterhalb von 100 Höhenmetern. Die Wassertiefe variiert von einigen Zentimetern bis zu wenigen Metern. Der Gewässergrund besteht aus Steinen, Geröll, Kies und Sand. Es sind im Habitat praktisch keine Wasserpflanzen aber Wurzeln und Totholz vorhanden.
Der Cairns-Regenbogenfisch wird auf der Rote Liste gefährdeter Arten der IUCN als „gefährdet“ geführt. Einerseits ist sein Verbreitungsgebiet begrenzt und fragmentiert, andererseits liegt es teilweise im Bellenden Ker Range dessen Großteil als Nationalpark geschützt ist.

## Lebensweise und Vermehrung
Der Cairns-Regenbogenfisch ernährt sich omnivor, vermutlich hauptsächlich von Insekten und deren Larven, kleinen Krebstieren und Algen.
Ablaichen wurde im Zeitraum April bis Dezember beobachtet, meist jedoch von August bis Oktober. Cairns-Regenbogenfische sind, wie alle Regenbogenfische Freilaicher, ihre gut einen Millimeter kleinen und zahlreichen Eier werden zwischen Wasserpflanzen, Wurzeln oder Blätter ausgestoßen und bleiben dort haften. Die 3,5 bis 5,5 mm langen Larven schlüpfen nach etwa einer Woche.